# Guilherme Durando
Guilherme Durando (sinonímia: Guillaume V Durand, Guilherme Durand, William Durand, Guglielmo Durand, Wilhelmus Durantis) (* 1230 - † Roma, 1 de Novembro de 1296), foi humanista e eclesiástico francês, tendo sido nomeado em 24 de Abril de 1285 Bispo de Mende, em Gévaudan, é também autor da obra Speculum judiciale (Espelho judicial).

## Biografia
Guilherme Durand nasceu na cidade de Puimisson, na diocese de Béziers.  Estudou em Lyon, tendo Henrique de Susa como seu professor.  Em 1251, é nomeado cânone de Maguelone e tornou-se Doutor em Teologia em 1255.  
Foi durante algum tempo professor de Direito em Módena.  Depois, retorna para Roma onde atua como capelão apostólico e auditor geral das causas do palácio pelo papa Clemente IV.  Foi administrador do patrimônio de São Pedro durante o pontificado de Gregório X, mas, desperta uma revolta, devido ao rigor com que tratava os negócios da Igreja, e se vê compelido a deixar a Itália.
Em 24 de abril de 1285, torna-se bispo para o capítulo da catedral de Mende, no entanto, devido ao cargo que exercia junto ao Papa Honório IV chega à cidade somente em 14 de  julho de 1291.  
Em 1295 recusa o cargo de Bispo de Ravena, que lhe fora oferecido pelo papa Bonifácio VIII, mas aceitou a tarefa de pacificar as antigas províncias de Romagna e a Marca de Ancona.
Em 1296, retirou-se para Roma, onde faleceu no dia 1 de Novembro do mesmo ano. Foi sepultado na Igreja de Santa Maria sopra Minerva.
Ele tinha um sobrinho homônimo que lhe sucedeu como Bispo de Mende.  Este último, dentre outras coisas, fundou um colégio de padres sob a invocação de Todos os Santos.

## Obras
Guilherme Durand foi autor de obras que estiveram em moda durante a Idade Média
- Speculum judiciale (Espelho judicial, 1271), que lhe valeu o apelido de Spéculateur, trata-se de um esboço sobre leis canônicas, criminais, e civis.
- Rationale divinorum officiorum (Análise racional do serviço divino, c1286), um dos primeiros livros a serem impressos (Mogúncia, 1459).
- Repertorium iuris canonici (Breviarium aureum), uma coletânea de citações dos canonistas sobre questões polêmicas, frequentemente publicadas junto com o Speculum.
- Commentarius in sacrosanctum Lugdunense concilium (editada em Fano, 1569), obra valiosa devido a participação de Durandus na elaboração das constituições deste concílio (1274), e inseridas por Bonifácio VIII dentro do Liber Sextus.
- Joseph-Victor Leclerc (1789-1865)[3], tradutor, latinista e retórico francês, dedicou a ele um registro acadêmico em sua obra
Histoire littéraire de la France (História literária da França) by Google Books e Internet Archive.